# Hellenika Oxyrhynchia
Die Helleniká Oxyrhynchia (von altgriechisch Ἑλληνικά ‚griechische (Geschichte)‘ und Ὀξυρρύγχιος ‚aus Oxyrhynchos‘) sind ein antikes griechisches Geschichtswerk.

## Überlieferung
Von dem Werk sind nur Fragmente erhalten. Überliefert sind drei Gruppen von Papyrusfragmenten (aus dem 2. Jahrhundert). Das sind zum einen der „Londoner Papyrus“ (Fundjahr 1906), der „Florentiner Papyrus“ (Fundjahr 1934) und ein kurzes Papyrusfragment aus Kairo. Etwa 900 Zeilen des Werkes sind lückenhaft erhalten. Autor und ursprünglicher Titel des Werkes sind unbekannt, daher wurde es nach dem Fundort Oxyrhynchos in Ägypten benannt. Als Helleniká bezeichnet man allgemein historische Werke, die sich mit Griechenland (Hellas) befassen.

## Inhalt
Inhaltlich schließen die Helleniká Oxyrhynchia an das Geschichtswerk des Thukydides an und bieten daher nach Ansicht vieler Forscher eine wertvolle Parallelüberlieferung zu Xenophons Helleniká. Der „Florentiner Papyrus“ berichtet von der Schlacht von Notion im dekeleisch-ionischen Krieg (407 v. Chr.). Der „Londoner Papyrus“ schildert diverse Ereignisse der Jahre 397–395 v. Chr., nämlich den Seekrieg zwischen den Persern unter Konon und den Spartanern, die thebanisch-phokischen Auseinandersetzungen sowie die Landoperationen der Spartaner in Kleinasien unter Agesilaos. Ebenso beinhaltet er einen wichtigen Exkurs über die Verfassung des böotischen Bundes. Der sehr kurze „Kairoer Papyrus“ handelt von dem Fehlschlag der athenischen Offensive in Ionien unter den Mauern von Ephesos im Jahr 409 v. Chr.
Der Autor hat, so nimmt man meist an, nach dem Vorbild des Thukydides aufgrund von Autopsie und eigener Erkundung gearbeitet. Der Stil ist schlicht, Exkurse sind häufig, Reden fehlen ganz. Wie bei Thukydides erfolgt die Jahreszählung mit Hilfe eines Epochenjahres, in diesem Fall der Übernahme der Hegemonie durch die Spartaner (403/02 v. Chr.)

## Verfasserfrage
Der Name des Autors ist nicht überliefert. Als mögliche Autoren wurden von der Forschung vorgeschlagen: Ephoros von Kyme, Theopompos von Chios, Androtion, Daimachos und Kratippos von Athen. Letzterer gilt vielen auch in der modernen Forschung als wahrscheinlichster Kandidat, insbesondere in Hinblick auf die zeitliche Einordnung und Beurteilung seines Werkes durch Plutarch. Hinweise bezüglich der auf die Helleniká Oxyrhynchia zurückgehende Quellentradition finden sich auch bei Plutarch sowie bei Diodor, Cornelius Nepos und Justin.
Der Althistoriker Bruno Bleckmann plädiert vehement für Theopompos als Verfasser und  vertritt zudem die These, die Helleniká seien inhaltlich lediglich eine Ausschmückung älterer Werke (besonders von Xenophon) und besäßen daher wenig bis gar keinen eigenständigen Quellenwert. Bleckmann greift dabei eine schon von Georg Busolt vertretende Überlegung auf und begründet sie weiter. Ob sich diese Position in der Forschung durchsetzen wird, bleibt abzuwarten.

## Ausgaben und Übersetzungen
Die Helleniká Oxyrhynchia finden sich in Felix Jacobys „Fragmenten der griechischen Historiker“. Des Weiteren erschien eine von Vittorio Bartoletti herausgegebene Edition in der Reihe Bibliotheca Teubneriana. Kommentierte und übersetzte Ausgaben existieren in englischer und deutscher Sprache.